# België op het Eurovisiesongfestival 2019

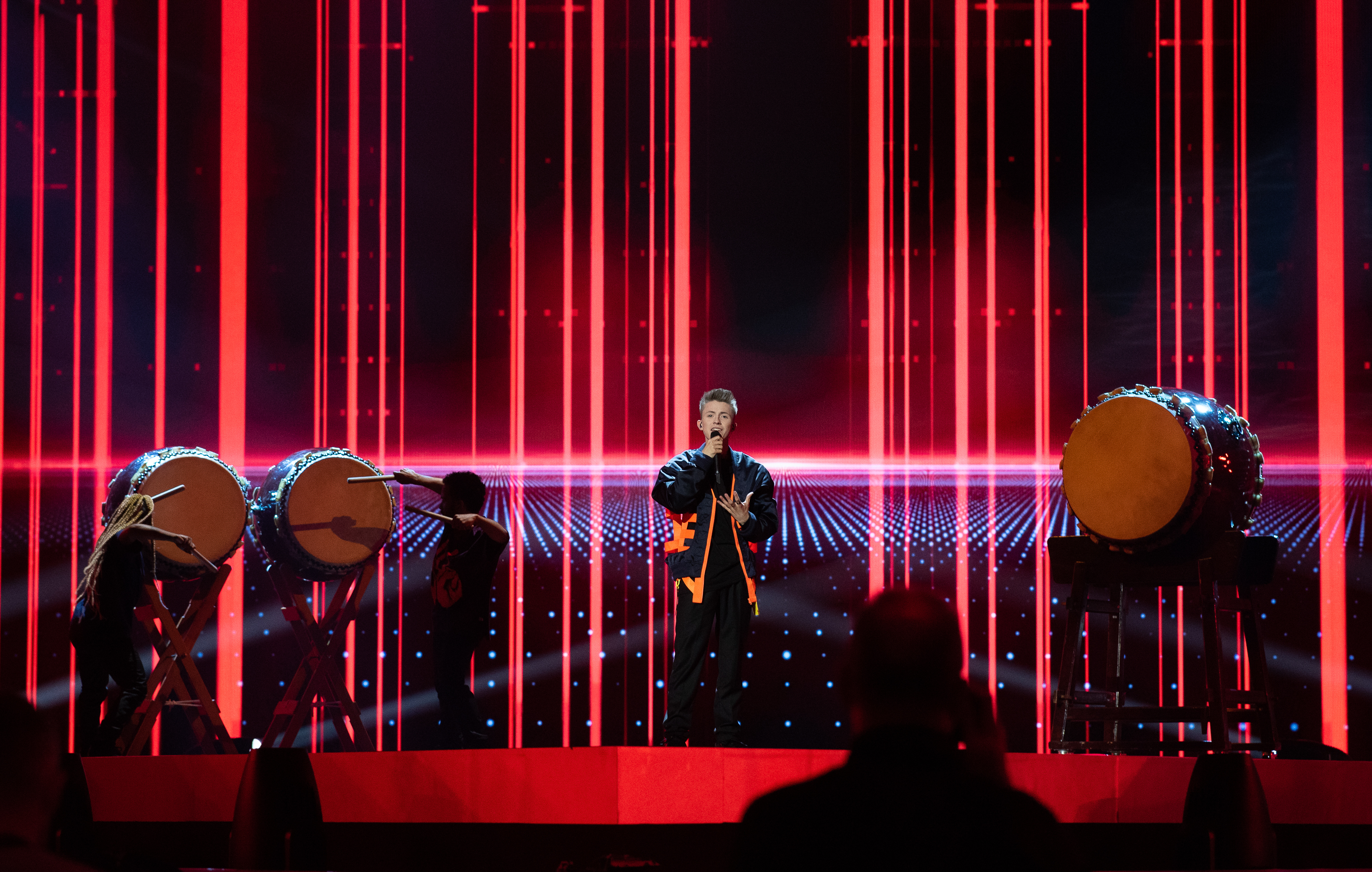
Eliot tijdens het Eurovisiesongfestival in Tel Aviv.

België nam deel aan het Eurovisiesongfestival 2019 in Tel Aviv, Israël. Het was de 61ste deelname van het land aan het Eurovisiesongfestival. De RTBF was verantwoordelijk voor de Belgische bijdrage voor de editie van 2019.

## Selectieprocedure
Op 14 januari 2019 maakte de RTBF bekend dat het Eliot intern had gekozen om België te vertegenwoordigen op de 64ste editie van het Eurovisiesongfestival. De pas 18-jarige zanger raakte bekend bij het grote publiek dankzij zijn deelname aan de zevende editie van The Voice Belgique. Het nummer waarmee Eliot naar Tel Aviv zou afzakken, werd op 28 februari vrijgegeven. Het kreeg als titel Wake up.

## In Tel Aviv
België trad als tiende van zeventien artiesten aan in de eerste halve finale, na Servië en voor Georgië. België eindigde als dertiende en wist zich hiermee niet te plaatsen voor de finale.

### Voting

#### Punten gegeven door België
| 1e halve finale | 1e halve finale | 1e halve finale |
| Score           | Televoting      | Jury            |
| --------------- | --------------- | --------------- |
| 12 punten       | Estland         | Australië       |
| 10 punten       | Australië       | IJsland         |
| 8 punten        | Portugal        | Tsjechië        |
| 7 punten        | IJsland         | Estland         |
| 6 punten        | Tsjechië        | Griekenland     |
| 5 punten        | Polen           | Servië          |
| 4 punten        | Griekenland     | Wit-Rusland     |
| 3 punten        | Slovenië        | Cyprus          |
| 2 punten        | San Marino      | Hongarije       |
| 1 punten        | Cyprus          | Portugal        |

| Finale    | Finale      | Finale      |
| Score     | Televoting  | Jury        |
| --------- | ----------- | ----------- |
| 12 punten | Nederland   | Italië      |
| 10 punten | Frankrijk   | IJsland     |
| 8 punten  | Italië      | Frankrijk   |
| 7 punten  | Noorwegen   | Zwitserland |
| 6 punten  | Spanje      | Nederland   |
| 5 punten  | Zwitserland | Tsjechië    |
| 4 punten  | Australië   | Australië   |
| 3 punten  | IJsland     | Griekenland |
| 2 punten  | Zweden      | Cyprus      |
| 1 punten  | Rusland     | Denemarken  |

1956 · 1957 · 1958 · 1959 · 1960 · 1961 · 1962 · 1963 · 1964 · 1965 · 1966 · 1967 · 1968 · 1969 · 1970 · 1971 · 1972 · 1973 · 1974· 1975 · 1976 · 1977 · 1978 · 1979 · 1980 · 1981 · 1982 · 1983 · 1984 · 1985 · 1986 · 1987 · 1988 · 1989 · 1990 · 1991 · 1992 · 1993 · 1994 · 1995 · 1996 · 1997 · 1998 · 1999 · 2000 · 2001 · 2002 · 2003 · 2004 · 2005 · 2006 · 2007 · 2008 · 2009 · 2010 · 2011 · 2012 · 2013 · 2014 · 2015 · 2016 · 2017 · 2018 · 2019 · 2020 · 2021 · 2022 · 2023 · 2024 · 2025
Albanië · Armenië · Australië · Azerbeidzjan · België · Cyprus · Denemarken · Duitsland · Estland · Finland · Frankrijk · Georgië · Griekenland · Hongarije · Ierland · IJsland · Israël · Italië · Kroatië · Letland · Litouwen · Malta · Moldavië · Montenegro · Nederland · Noord-Macedonië · Noorwegen · Oostenrijk · Polen · Portugal · Roemenië · Rusland · San Marino · Servië · Slovenië · Spanje · Tsjechië · Verenigd Koninkrijk · Wit-Rusland · Zweden · Zwitserland